# アルヴィン・"レッド"・タイラー
アルヴィン・オーウェン・"レッド"・タイラー (Alvin "Red" Tyler, 1925年12月5日 - 1998年4月3日) は、米国のR&B、ネオ・バップ・ジャズのサクソフォン奏者、作曲家、編曲家であり、ニューオーリンズR&Bにおける最重要人物のひとりと言われている。

## 来歴
タイラーはニューオーリンズで生まれ育った。愛称の「レッド」は彼の浅い肌色に由来している。彼は街を行進するマーチング・バンドの演奏を聴きながら育ち、1945年に米軍に加入してから、サクソフォンをプレイし始めた。除隊後にグルーンウォルド音楽学校に入学している。1949年、彼はデイヴ・バーソロミューのR&Bバンドに加入。そこにはアーネスト・マクリーン、フランク・フィールズ、アール・パーマーといったメンバーが在籍していた。彼はまたライヴハウスのジャム・セッションに参加してジャズもプレイし、自身のことをR&Bミュージシャンというよりはジャズ・ミュージシャンであると考えていた。
1949年、コズィモ・マタッサのJ&Mスタジオで ファッツ・ドミノが"The Fat Man"をレコーディングしたセッションにタイラーは参加し、これが彼のレコーディング・デビューとなった。これに続き、彼はリトル・リチャード、ロイド・プライス、アーロン・ネヴィル、リー・ドーシーその他大勢のリズム・アンド・ブルースのアーティストたちのセッションに参加、編曲にも関わることも少なくなかった。マック・レベナックは語る「レッド・タイラーは真の意味で（スタジオ・）バンドのリーダーでしたが、それが正当にクレジットされることはなかったんです。彼は座り込み、ほぼ全ての楽曲を仕上げていました。彼は曲のチェンジする部分を決め、ギタリストにそのチェンジを教え、ピアニストに弾かせて全員に学ばせました」。
1955年になると、彼はジョニー・ヴィンセントのエイス・レコードでA&R担当となり、ヒューイ・"ピアノ"・スミス、フランキー・フォードらアーティストのセッションの監督をするようになった。
彼はまた1960年には「アルヴィン・"レッド"・タイラー・アンド・ザ・ジャイロス」名義のアルバムもレコーディングした。このバンドにはフィールズを始め、アラン・トゥーサン、ジェイムズ・ブッカーも加わっていた。
彼は1961年にエイスを離れ、ハロルド・バティストによるAFO (オール・フォー・ワン)レーベルの立ち上げを支援した。このレーベルではバーバラ・ジョージが1962年、"I Know"をヒットさせている。1964年12月、リトル・リチャードがジミ・ヘンドリクスとともに彼の楽曲"Cross Over"をレコーディングしている。続いてタイラーはカリフォルニア州に移住し、サム・クック、ラリー・ウィリアムズらとレコーディングを経験したのち、1960年代中頃に再びニューオーリンズに戻っている。彼はパーロ・レコード（オルラップ・パブリッシング）の共同オーナーでもあった。このレーベルは、1967年にアーロン・ネヴィルの"Tell It Like It Is"で成功を掴んでいる。
1960年代半ば以降、彼は酒類の営業マンとしても働いていた。彼はまた自身のジャズ・バンド、ジェントルマン・オヴ・ジャズを率いてニューオーリンズのライヴハウスやホテルに出演、エリス・マルサリスらジャズ・ミュージシャンとも共演をしている。スタジオ・ミュージシャンをやっていた頃はバリトン・サクソフォンが彼の主たる楽器だったが、ジャズを演奏する機会が増えるとともにテナー・サクソフォンをプレイすることが多くなっていった。
1980年代には、彼はラウンダー・レコードに2枚のジャズ・アルバム『Graciously』と『Heritage』をレコーディングしている。後者には、ジョニー・アダムズ、ジャーメイン・バズルをヴォーカルに迎えた。1994年には、トゥーサン、アール・パーマー、マック・レベナック、その他ニューオーリンズのミュージシャンたちとともにアルバム『Crescent City Gold: The Ultimate Session』をレコーディングしている。
タイラーはしばしばドクター・ジョンのバンドの一員としてツアーし、また彼のアルバムにも多く参加した。
1998年、タイラーはニューオーリンズで死去。72歳だった。彼の死後、ニューオーリンズ・ジャズ&ヘリテッジ・フェスティバル主催により、ニューオーリンズの主要なミュージシャンたちが参加する彼に捧げるコンサートが開催された。

## ディスコグラフィ

### オリジナル・アルバム
- 1960年 『Rockin' And Rollin' With Red Tyler And The Gyros』 (Ace)
- 1962年 『Twistin' With Mr. Sax』 (Ace)
- 1986年 『Heitage』 (with Johnny Adams And Germaine Bazzle) (Rounder)
- 1987年 『Graciously』 (Rounder)

### 編集盤
- 1986年 『Rockin' & Rollin'』 (英Ace)
- 1998年 『Simply 'Red'』 (Westside)

### シングル
- 1959年 Snake Eyes / Walk On (Ace)
- 1960年 Junk Village / Happy Sax (Red Tyler And The Gyros名義) (Top Rank International)
- 1962年 Olde Wine (At Last)
- 1966年 Hold On, Help Is On The Way (G. Davis & R. Tyler名義) (Parlo)